# Las venganzas de Beto Sánchez
 Las venganzas de Beto Sánchez es una película filmada en colores de Argentina dirigida por Héctor Olivera según el guion de Ricardo Talesnik que se estrenó el 23 de agosto de 1973. Protagonizada por Pepe Soriano. Coprotagonizada por Irma Roy, China Zorrilla, Héctor Alterio, Alicia Bruzzo, Pablo Alarcón, Nora Cullen, Eduardo Muñoz y Fernando Iglesias (Tacholas). También, contó con la actuación especial de Federico Luppi. El filme tuvo el título alternativo de La venganza de Beto Sánchez.

## Sinopsis
La muerte de su padre en un hospital, decide a un hombre a vengarse de aquellos que para él son culpables de lo que le ha ido mal en la vida: su maestra de primaria, su amigo de la infancia, su primera novia, su superior en el servicio militar y el jefe de su primer trabajo.

## Reparto
Colaboraron en la película los siguientes intérpretes:
- Pepe Soriano como Beto Sánchez
- Federico Luppi como Juanjo, el amigo de la infancia
- Irma Roy como Mabel Serrano
- China Zorrilla como la maestra Orlando
- Héctor Alterio como el coronel Sagasti
- Alicia Bruzzo como la trabajadora sexual
- Pablo Alarcón como el vendedor de autos
- Nora Cullen como la madre de Beto Sánchez
- Fernando Iglesias como el cura Zavaleta
- Hugo Caprera
- Francisco Rullan Sagafito
- Eduardo Muñoz como el gerente Suárez
- León Sarthié como Marino, el gerente de Área
- Alberto Bonez
- Rubén Tobías
- Mario Luciani como el señor Luciani
- Max Berliner como el empresario juguetero
- Martha Roldán como la almacenera
- Rodolfo Machado como el sargento Grimaldi
- Rodolfo Brindisi como Portela
- Lelio Lesser como empleador que rechaza a Beto Sánchez y le dice que debería buscarse un trabajo de patrón
- Mario Pasik
- Susu Pecoraro

## Premio
La película compartió con Juan Moreira el Premio Cóndor de Plata a la mejor película en el año 1974.

## Polémica
En tanto la Comisión Episcopal Argentina para los medios de Comunicación Social lo consideró en un comunicado del 13 de abril de 1973 “un film totalmente negativo”, el Estado Mayor del Ejército afirmó en una nota del 10 de abril de 1973 que el filme atentaba contra los valores y pautas culturales vigentes y solicitó la supresión del episodio referido a un Oficial del ejército y la SIDE estimaba que no correspondía que estuviera en el régimen de subsidios del Estado. Esta polémica determinó que la película no se estrenara hasta después que el gobierno militar fuera sustituido por las autoridades constitucionales el 25 de mayo de 1973.

## Comentarios
Mayoría escribió:

”Esta es una película que en nada tonifica a nuestro país que en plena juventud busca la gestación de su propio ser para encontrarse como Nación.”

La Nación señaló:

”Pepe Soriano en una excelente actuación.”

Clarín dijo:

”Como en La fiaca, como en La guita pero llegando mucho más lejos -o mucho más adentro- el libro de Talesnik desentraña una pequeña y gran cotidianidad. Una enmarañada simpleza y terrible circunstancia.”